# Філіп Ліхтенштейнський
Філіп Ерасмус Алоїз Фердинанд Марія Себальдус Ліхтенштейнський (нім. Philipp Erasmus Alois Ferdinand Maria Sebaldus von Liechtenstein; нар. 19 серпня 1946, Цюрих, Швейцарія) — молодший брат князя Ліхтенштейну Ханса-Адама II, підприємець.

## Біографія
Принц Філіп народився 19 серпня 1946 року в Цюриху в сім'ї князя Ліхтенштейну  Франца Йосипа II і Георгіни фон Вільчек. Його старший брат князь Ханс-Адам II (нар. 1945), у нього є молодші брати і сестра, князі Ніколаус (нар. 1947) і Франц Йозеф (1962–1991) та княгиня Нора (нар. 1950).
Принц Філіп закінчив Боннський і Базельський університети, в яких вивчав історію і соціологію.
Принц Філіп почав кар'єру у банківському секторі, потім у 1981 році перейшов працювати до сімейного фонду LGT Group. Разом зі старшим братом Гансом-Адамом II він очолює опікунську раду фонду LGT Group.

## Сім'я
11 вересня 1971 року Філіп Ліхтенштейнський одружився з Ізабель де л'Арбра де Маландер (нар. 1949), у подружжя три сини:
- Князь Олександр Вільгельм Ханс Адам Ліхтейнштейнський (нар. 19 травня 1972) одружений з Астрід Барбара Коль (нар. 1968), у подружжя 1 дочка;
- Князь Венцеслав Ліхтенштейнський (нар. 12 травня 1974), не одружений, бездітний;
- Князь Рудольф Фердинанд Ліхтенштейнський (нар. 7 вересня 1975) одружений з турецькою підприємицею Тилсим Танберк (нар. 1974), у подружжя 2 дітей.